# Geising
Geising är en Stadtteil i Altenberg i Landkreis Sächsische Schweiz-Osterzgebirge i Sachsen, Tyskland. Den ligger i östra Erzgebirge, nära gränsen till Tjeckien.
Den tidigare staden Geising med 3 145 invånare 2010 uppgick i Altenberg 1 januari 2011.

## Geografi
Staden hade Ortsteile Fürstenau, Fürstenwalde, Gottgetreu, Liebenau, Löwenhain, Liebenau och Stadtteil Lauenstein.

## Historia
Staden Geising uppstod i och med att byarna Altgeising och Neugeising slogs samman.